# Hàn Tuyết
Hàn Tuyết (sinh ngày 11 tháng 1 năm 1983) là nữ diễn viên, ca sĩ người Trung Quốc tốt nghiệp Học viện Hí kịch Thượng Hải.

## Tiểu sử
Hàn Tuyết sinh ra trong gia đình quân nhân ở Tô Châu, gốc Gia Định, Thượng Hải, ông nội là Hàn Thự (韩曙) là một Đại tá trong Quân đội Giải phóng Nhân dân Trung Quốc, cuộc đời từng chiến đấu khắp nam bắc, đã tham gia vào cuộc chiến chống Nhật và chiến tranh Triều Tiên, nay đã nghỉ hưu an cư tại Tô Châu, thời điểm cô sinh ra vì trời có tuyết nên đặt tên “雪 (Tuyết)”. Thuở nhỏ, cô thích ca hát, năm lên 6 tuổi tham gia vào dàn hợp xướng thiếu nhi Tô Châu đồng thời nhiều lần giành giải thưởng các loại tại các cuộc thi ca hát. Năm 1995, cô đại diện cho đội viên thiếu niên thành phố Tô Châu, sau này cô thi đỗ vào Suzhou No.1 High School là trường trung học trọng điểm của thành phố.
Năm 2000, khi theo học lớp 12, cô tham gia cuộc thi tuyển chọn ca sĩ trẻ trên truyền hình do công ty Golden Harvest Television Hồng Kông tài trợ (sự kiện đặc biệt của Liên hoan phim truyền hình Thượng Hải lần thứ 8), sau nhiều vòng thi cô đã nhận được giải thưởng Kim Tinh.
Với giải thưởng này đã tạo một bước ngoặt trong sự nghiệp của Hàn Tuyết và cô nhanh chóng được mời tham gia trong phim truyền hình đầu tay Bắc Nam Một Nhà đóng vai nữ thứ bên cạnh Quách Phú Thành và Trương Bá Chi. Sau khi hoàn thành bộ phim, cô quay về quê nhà và được nhiều người biết đến nhưng lần này cô cũng phải đối mặt với việc lựa chọn nguyện vọng thi vào trường nào trong kỳ thi Cao Khảo. Hàn Tuyết muốn nộp đơn cho Học viện Hý kịch Thượng Hải gặp phải sự phản đối của gia đình. Cuối cùng trong sự khăng khăng và sự ủng hộ của ông nội nên Hàn Tuyết đã tự lựa chọn con đường của mình và được ông nội tặng cho 8 chữ để động viên “Phân phân cửu sự, trực đạo nhi hành” (tạm dịch: Mọi thứ đang diễn ra, cứ thẳng tiến).
Cô được mệnh danh là mỹ nữ không bao giờ chịu đóng cảnh hôn môi diễn viên nam. Hầu như trong các bộ phim mà cô tham gia, cô không hề hôn môi diễn viên nam nào cả. Với gia thế nhà cô là Đại tá nên các đạo diễn, nhà sản xuất không dám ép cô phải bỏ quy tắc không hôn môi diễn viên nam của cô. 
Tháng 3 năm 2005 cô tham gia bộ phim Thiên ngoại phi tiên với vai Hương Tuyết Hải (cuối tháng 5 năm 2005 thì quay xong, tháng 1 năm 2006 bộ phim bắt đầu phát sóng tại Trung Quốc). Vai Hương Tuyết Hải của cô cùng vai Thượng Quan Hạo Kỳ của Đậu Trí Khổng đã để lại dấu ấn khá đậm nét trong lòng khán giả bên cạnh cặp đôi nam nữ chính tiên đồng ngọc nữ Hồ Ca và Lâm Y Thần.

## Phim

### Phim truyền hình
| Năm            | Kênh                       | Tựa đề                                 | Vai                     | Ghi chú                                                |
| 2001           |                            | Bắc Nam Một Nhà                        | Chu Tiểu Hân            | Phim quay năm 2000, ra mắt lần đầu, tam phiên          |
| 2003           |                            | Cánh bướm giận dữ                      | Đại Đảo Kỉ Tử           | Quay tháng 4 năm 2002, hát ca khúc chủ đề Tưởng nhớ    |
| 2003           |                            | Phi đao tái kiến phi đao               | Lãnh Tiểu Tinh          | Quay tháng 11 năm 2002, vai cổ trang đầu tiên          |
| 2004           |                            | Bình Tung Hiệp Ảnh                     | Đằng Đài Kính Minh      | Quay tháng 1 năm 2003                                  |
| 2004           | Đài địa phương             | Phúc tinh cao chiếu Trư Bát Giới       | Thiết phiến công chúa   | Quay tháng 9 năm 2003                                  |
| 2004           |                            | Mộng Công Hán                          | Diệp Tiểu Nam           | Quay tháng 7 năm 2003                                  |
| 2004           | Đài địa phương             | Giang Sơn Mỹ Nhân                      | Phương Ngọc Nhi         | Quay tháng 11 năm 2003                                 |
| 2005           |                            | Hán Thành Chi Luyến                    | Lý Nhược Nông           | Quay tháng 3 năm 2004, phim hợp tác với Hàn Quốc       |
| 2005           | CCTV                       | Yêu lầm một đời                        | Trần Tưởng Nam          | Quay tháng 5 năm 2004, vai nữ chính                    |
| 2005           |                            | Thiên bất ly hôn                       | Hứa Điểm Điểm           | Quay tháng 5 năm 2004                                  |
| 2005           |                            | Hỉ khí dương dương Trư Bát Giới        | Tương Tư                | Quay tháng 9 năm 2004                                  |
| 2006           | ATV Home                   | Thiên ngoại phi tiên                   | Ly miêu/Hương Tuyết Hải | Quay từ đầu tháng 3 năm 2005 đến hết tháng 5 năm 2005  |
| 2006           |                            | Manh hiệp Kim Ngư Phi Thiên Trư        | Đoạn Tuyết Ngữ          | Quay tháng 1 năm 2005                                  |
| 2006           |                            | A Thi Mã tân truyện                    | A Thi Mã                | Quay tháng 5 năm 2005                                  |
| 2006           |                            | Song ngoại hữu trương kiểm             | Lý Tuyết, Lý Băng       | Quay tháng 7 năm 2005                                  |
| 2006           | Đài địa phương             | Tomorrow Iam Not Lamb (明天我不是羔羊) | Thạch Thu Quả           | Quay tháng 1 năm 2006                                  |
| 2007           |                            | Liêu Trai 2                            | Yên Chi                 | Quay tháng 11 năm 2006                                 |
| 2007           | CCTV 8                     | Bắc Bình vãng sự                       | Khoáng Mỹ Kiều          | Quay tháng 7 năm 2006, hát ca khúc chủ đề Đại Nhạn Quy |
| 2008           | JSTV                       | Không muốn về nhà                      | Bạch Vân                | Quay tháng 10 năm 2005                                 |
| 2008           | CCTV 1                     | A Mobile Love Story                    | Mộ Bắc Bắc              | Quay tháng 2 năm 2007                                  |
| 2008           | 地方台                     | Họa chi duyên                          | Cố Tiểu Tuyết           | Quay tháng 5 năm 2006                                  |
| 2008           |                            | Một kiếp tình yêu                      | Ngải Tình               | Quay tháng 6 năm 2007                                  |
| 2009           |                            | Đại trấn phản (Nhiệt ái)               | Thẩm Hàn Thu            | Quay tháng 4 năm 2008                                  |
| 2009           | JSTV                       | Địa hạ địa thượng                      | Lâm Tĩnh                | Quay tháng 8 năm 2008                                  |
| 2010           | CCTV8                      | Lợi kiếm                               | Uông Hàm Mai            | Quay tháng 10 năm 2008                                 |
| 2010           |                            | Tây du ký (2009)                       | Bạch Cốt Tinh           | Quay tháng 11 năm 2008                                 |
| 2010           | CCTV 8                     | Quyết chiến Nam Kinh                   | Dương Tử Nguyệt         | Quay tháng 2 năm 2009                                  |
| 2010           | JSTV                       | Vòng tròn lgiải trí                    | Lâm Mạn Di              | Quay tháng 12 năm 2009, nữ chính và nhà sản xuất       |
| 2011           | Điên phong thời đại        | Bạch Nhược Tình                        | Quay tháng 12 năm 2009  |                                                        |
| 2012           |                            | Em yêu hãy về nhà                      | Trình Hoa               | Quay tháng 7 năm 2011                                  |
| 2012           |                            | Ngày ngày yêu em                       | Đổng Hinh               | Quay tháng 4 năm 2011                                  |
| 2012           |                            | Thập tam thoa                          | Lý Phượng Hoàng         | Quay tháng 10 năm 2011                                 |
| 2013           | 地方台                     | Vũ khí nữ nhân                         | Lâm Cửu Ni              | Quay tháng 7 năm 2012                                  |
| 2013           | 地方台                     | Diệp Vấn                               | Trương Vĩnh Thành       | Quay tháng 9 năm 2012                                  |
| 2013           | DVB phát hành tại Nhật Bản | Cái thế anh hùng tào tháo              | Điêu Thuyền             | Quay tháng 12 năm 2011                                 |
| 2014           |                            | Lady's House                           | Chu Cẩn                 | Quay tháng 6 năm 2013, nữ chính,nhà sản xuất, chế tác  |
| 2015           |                            | Out of the moon island 冲出月亮岛      | Tô Tĩnh                 | Quay tháng 6 năm 2014                                  |
| 2015           |                            | Tôi có một giấc mơ (我有一个梦)        | Diệp Xuân Nhi           | quay tháng 6 năm 2014                                  |
| 2015           |                            | Liêu Trai Tân Biên (聊斋新编)          | Tạ Linh Nhi             | Quay tháng 4 năm 2013                                  |
| 2015           |                            | Sóng lớn 巨浪                          | Cao Hải Vi              | Quay tháng 11 năm 2014                                 |
| 2016           |                            | Loạn Thế Giai Nhân Hành                | Hàn Sơn Ảnh             | Quay tháng 3 năm 2015                                  |
| 2016           |                            | Manh phu mộc tử lý                     | Âu Dương Chỉ Vi         | Quay tháng 7 năm 2015                                  |
| 2017           |                            | Stairway to Stardom (逆袭之星途璀璨)   | Đoàn Lăng Vi            | Quay năm 2017                                          |
| 2017           |                            | Túy Linh Lung                          | Đào Yểu                 |                                                        |
| Chưa phát sóng |                            | Tuyến hàng bí mật (秘密航线)           | Phùng Nhã Cầm           | Quay tháng 3 năm 2018                                  |